# Корбу (Олт)
Корбу (рум. Corbu) — село у повіті Олт в Румунії. Адміністративний центр комуни Корбу.
Село розташоване на відстані 110 км на захід від Бухареста, 28 км на схід від Слатіни, 73 км на схід від Крайови, 147 км на південний захід від Брашова.

## Населення
За даними перепису населення 2002 року у селі проживала 1301 особа. Усі жителі села рідною мовою назвали румунську.
Національний склад населення села:
| Національність | Кількість осіб | Відсоток |
| -------------- | -------------- | -------- |
| румуни         | 1050           | 80,7%    |
| цигани         | 251            | 19,3%    |